# Хемштедт
Хемштедт (нем. Hemstedt) — деревня в Германии, в земле Саксония-Анхальт, входит в район Зальцведель в составе городского округа Гарделеген.
Население составляет 286 человека (на 31 декабря 2007 года). Занимает площадь 18,76 км².

## История
Первое упоминание о поселении в переписи 1420 году.
1 января 2010 года, после проведённых реформ, Хемштедт вошёл в состав городского округа Гарделеген.

## Галерея

Хемштедт на карте городского округа